# 1943年香港
|        | 香港歷史 \| 香港歷史年表                                                                                                   |
| 世紀： | 19世紀香港 \| 20世紀香港 \| 21世紀香港                                                                                     |
| 年代： | 1910年代香港 \| 1920年代香港 \| 1930年代香港 \| 1940年代香港 \| 1950年代香港 \| 1960年代香港 \| 1970年代香港               |
| 年份： | 1939年香港 \| 1940年香港 \| 1941年香港 \| 1942年香港 \| 1943年香港 \| 1944年香港 \| 1945年香港 \| 1946年香港 \| 1947年香港 |
| 紀年： | 癸未年（羊年）、香港開埠102周年                                                                                            |

## 大事記

### 1月
- 1月，一批戰俘被送往日本。
- 1月9日，日軍擴建啟德機場，炸毀聖山，刻有「宋王臺」三字的巨石得以保留。
- 1月11日，中華民國國民政府外交部發聲明，表示中華民國保留收回香港權利。
- 1月22日，油麻地東安街兩座空樓倒塌，4人受傷。
- 1月31日，香港人口統計為980,064人。[1]

### 2月
- - 盟軍加緊進行反攻。
  - 港日政府增加多項稅收。
- 2月21日，日佔香港的總督部慶祝磯谷廉介就任港督一周年。

### 3月
- 3月19日，中華民國國民政府決議，若英方交還香港，中國可宣佈香港為自由港，惟不會僅此作為交還條件。

### 4月
- 4月1日，油麻地廟街樓房騎樓倒塌，1死1傷。
- 4月15日，荃灣發生七屍命案，一艘停泊於荃灣海面的漁艇被劫，艇上居民7人被3名兇徒殺害，其中一名疑兇被擒獲後判處死刑。[2]

### 5月
- 5月11日，磯谷廉介首次巡視香港各島嶼。

### 6月
- 6月1日，實行軍票一體化，準備禁止使用港幣。
- 6月16日，舉行香港美術展覽會。
- 6月17日，磯谷廉介巡視港島多所醫院。
- 6月28日，當局於港島及九龍各設一稅務所。
- 6月30日，日軍正式宣佈停用港幣，只准使用軍票。

### 7月
- 7月7日－7月8日，有一個熱帶氣旋靠近珠江口，澳門當局懸五號風球[3]（今八號西北風球），香港天文台未有公佈風球情況[4]。
- 7月19日－7月21日，熱帶氣旋靠近珠江口，澳門當局懸五號風球[5]（今八號西北風球），香港天文台未有公佈風球情況[6]。
- 7月28日－7月29日，美軍前後派出6架B-25、18架B-24及大批P-40與P-38戰機襲擊港九多處港口設施。

### 8月
- 8月4日，2人在灣仔上山斬柴後，失足墮崖斃命。[7]
- 8月11日，中環租庇利街兩幢4層高舊樓全座傾塌，3死54傷。[8]
- 8月12日，西營盤第二街與德星里之間一幢3層高舊屋全座倒塌，8死[9]1傷[10]。
- 8月21日，匯豐銀行總經理祁禮賓於赤柱監獄病逝，終年62歲。

### 9月
- 9月1日，日軍開始徵收特別家屋稅。
- 9月2日，盟軍10架B-25在5架P-40護航下，大規模空襲香港。
- 9月5日：
  - 一股強烈熱帶風暴靠近華南沿岸，澳門當局懸八號風球[11]，香港天文台改懸九號風球，風暴於香港西南偏南320公里掠過，境內只吹強風至烈風，加上系統未達颱風程度，並無受颶風威脅，因此屬誤掛[12]。
  - 全港巴士停止行駛。
- 9月9日，法庭重判2名偷伐山林樹木者死刑。[13]
- 9月23日，港島北至赤柱渡輪復航。

### 10月
- 10月15日，設立總督部法院。
- 10月20日至1945年8月底，當時的日佔政府因戰爭時期導致氣象預報物資短缺[14]，遂暫時將1或5至10號風球精簡為1及2號信號，其中一號風球（晚間燈號為紅藍）與以往的意義相同[14]，即代表戒備或強風吹襲（等同今1或3號信號）。▲二號風球（晚間燈號為藍藍）[14]，表示香港將吹起烈風或以上風力（即今8至10號信號）。
- 10月25日，舉行首次日語檢定。

### 11月
- 11月5日：
  - 駐港日軍紀念明治節。
  - 總督部推行秋季清潔運動。
- 11月15日：
  - 15架美軍B-24前往轟炸香港途中遇上惡劣天氣，機隊放棄行動，惟其中5架成功飛抵九龍進行轟炸。
  - 九龍及新界兩地巴士恢復行駛。
- 11月23日，日本離鄉軍人會在香港支部舉行秋季武士道大會。
- 11月25日，當局對全港公務員進行日語檢定。

### 12月
- 12月1日：
  - 盟軍飛機空襲香港。
  - 香港解除「霍亂流行地」，撤銷離港需檢查糞便措施。
- 12月4日，一艘漁船離港捕魚，駛至珠海擔桿列島遇上大風後沉沒，12人遇難。[15]
- 12月25日，日軍舉行攻佔香港2周年紀念式。
- 12月，香港人口減少至90萬。
- 本年某日，印度藉證人蘭度士於薄扶林道近堅尼地城，見有10名華婦割草，被日本憲兵捕去，囚於一混凝土小屋內，然後放犬入屋，將該10名華婦活活咬斃，令人不忍睹卒。[16]

## 出生人物
6月7日：陳鴻烈

## 逝世人物
- 8月21日 祁禮賓 匯豐銀行總經理，於赤柱監獄病逝，終年62歲。